# Nasenschläger
Als Nasenschläger bezeichnet man die Hämmer auf der Walze einer speziellen Maschine zum Reinigen von Baumwolle, des Entkörners. Wegen ihres typischen, nasenförmigen Aussehens werden diese Hämmer Nasenschläger genannt. Durch Bearbeitung mit Nasenschlägern wird die Baumwolle von Samen und Dreck gereinigt. 
Dieser Prozess ist der erste Schritt bei Herstellung von Stoff aus Baumwolle.